# Karl Canter
Karl Canter (* 10. Dezember 1889 in Harff; † 2. Juli 1979) war ein deutscher Jurist und Ministerialbeamter.

## Leben und Tätigkeit
Nach dem Schulbesuch und dem Studium der Rechtswissenschaften promovierte Karl Canter an der Universität Erlangen zum Dr. jur. Das Thema seiner 1917 in Druck erschienenen juristischen Dissertation lautete Der Einfluß des Rechtsirrtums im Strafrecht.
1923 wurde Karl Canter in Duisburg zum Landgerichtsrat ernannt und erhielt eine Stelle als Verwaltungsjurist in Düsseldorf. Ab 1928 war er gleichzeitig Hilfsarbeiter im Preußischen Justizministerium in Berlin. 1932 erfolgte seine Ernennung zum Landgerichtsdirektor in Frankfurt am Main. Nach Ausbruch des Zweiten Weltkrieges wurde er zur Wehrmacht einberufen und kehrte 1945 aus dem Kriegsdienst zurück. Er blieb im Staatsdienst und wurde im November 1945 zum Ministerialdirektor im Hessischen Justizministerium in Wiesbaden ernannt. In dieser Zeit legte er Wert darauf, nicht mit Ernst Kanter verwechselt zu werden. Vom 30. Oktober 1950 bis 31. Dezember 1957 war Karl Canter Senatspräsident am Bundesgerichtshof in Karlsruhe und saß dort dem II. Zivilsenat vor. Bereits am 16. Dezember 1957 wurde er in einer Feierstunde im Beisein des Bundesministers für Justiz Fritz Schäffer in den Ruhestand verabschiedet.
Am 6. Februar 1963 wurde Karl Canter zum Honorarprofessor der Technischen Hochschule Karlsruhe ernannt.
Er war Mitglied der katholischen Studentenverbindungen KDStV Staufia Bonn, KAV Suevia Berlin und AV Arminia Münster, jeweils im CV.

## Schriften (Auswahl)
- Der Einfluß des Rechtsirrtums im Strafrecht. Wuppertaler Druckerei A.-G., Elberfeld 1917.
- Gleichberechtigung und Richterrecht. In: Neue juristische Wochenschrift, 1953, S. 850–851.
- Das Recht auf Übernahme des Geschäfts bei der bürgerlich-rechtlichen Zweimanngesellschaft. In: Neue juristische Wochenschrift, 1965, S. 1553–1561.